# Ursula Buchfellner
Ursula "Uschi" Buchfellner, talvolta accreditata anche come Ursula Fellner o Ulla Maris (Monaco di Baviera, 8 giugno 1961), è un'ex modella e attrice tedesca.

## Biografia
Come fotomodella, è stata la prima tedesca ad aver posato senza veli per Playboy nell'edizione americana, coniglietta del mese di ottobre del 1979. Inoltre, avendo posato per la prima volta a 16 anni per la rivista statunitense, detiene anche il primato di essere stata la più giovane playmate tedesca di sempre.
Ha posato inoltre per le riviste Penthouse, Jet Set, Celebrity Sleuth, High Society, Lui, ecc.
Come attrice, ha partecipato - tra cinema e televisione - a circa una ventina di differenti produzioni a partire dalla fine degli anni settanta. Oltre ad aver partecipato a vari film a basso costo, è apparsa in vari episodi di serie televisive quali Zum Stanglwirt (1994-1996) e Theaterstadl (1994-1998).

## Filmografia

### Cinema
- Popcorn und Himbeereis (1978) - ruolo: Yvonne
- Cola, Candy, Chocolate, regia di Siggi Götz (1979) - Carmela
- Linea di sangue (Bloodline), regia di Terence Young (1979)
- On est venu là pour s'éclater alias Hot Dogs auf Ibiza, regia di Max Pécas (1979) - Nelly
- Kreuzberger Liebesnächte (1980) - Sabine König
- Heiße Kartoffeln, regia di Siggi Götz (1980) - Nina
- Il pornovizietto (Der Kurpfuscher und seine fixen Töchter, 1980)
- Il cacciatore di uomini (Sexo caníbal, 1980) - Laura Crawford
- Drei Lederhosen in St. Tropez, regia di Franz Marischka (1980) - Carla
- Sadomania (El infierno de la pasión), regia di Jess Franco (1981) - Tara Lindberg
- Linda, regia di Jess Franco (1981)
- L'ultimo harem (1981)
- Salut la puce (1983) - Ursula
- Ausgeträumt (1985) - Ireen Flame

### Televisione
- Locker vom Locker - serie TV, 1 episodio (1982)
- Der Trotzkopf - miniserie TV (1983) - ruolo: Melanie
- Heiße Wickel - Kalte Güsse - serie TV (1984) - Suor Margit
- Die Wicherts von nebenan - serie TV, 2 episodi (1987) - Segretaria
- L'ispettore Derrick - serie TV, episodio "La notte dei giaguari", regia di Jürgen Goslar (1987) - Gisela Trabuhr
- L'ispettore Derrick - serie TV, episodio "Solo guai con l'uomo di Roma", regia di Helmuth Ashley (1987) - Rita Jakubs
- Theaterstadl - serie TV, 1 episodio (1994) - Ilonka
- Theaterstadl - serie TV, 1 episodio (1994) - Else
- Theaterstadl - serie TV, 1 episodio (1994) - Elly Bayer
- Theaterstadl - serie TV, 1 episodio (1995) - Centa Schnacklberger
- Theaterstadl - serie TV, 1 episodio (1995) - Anita Gänslein
- Zum Stanglwirt - serie TV, 12 episodi (1994-1996) - Uschi
- Ehen vor Gericht - serie TV, 1 episodio (1995) - Karin Walter
- Theaterstadl - serie TV, 1 episodio (1997) - Roserl Wagner
- Theaterstadl - serie TV, 1 episodio (1998) - Rita Meisinger
- Dahoam is dahoam - serie TV, 2 episodi (2012)